# Touch (Laura Branigan)
Touch è il quinto album in studio della cantante statunitense Laura Branigan, pubblicato nel 1987.

## Tracce
1. Over Love (Sue Shifrin, Bob Marlette) – 3:49
2. Shadow of Love (Shifrin, Marlette) – 5:05
3. Angels Calling (Rosetta Stone, Jan Mullaney) – 3:47
4. Meaning of the Word (Rick Palombi, Roy Freeland) – 5:41
5. Power of Love (Candy DeRouge, Gunther Mende, Jennifer Rush, Mary Susan Applegate) – 5:19
6. Shattered Glass (Bob Mitchell, Steve Coe) – 3:41
7. Whatever I Do (Mike Stock, Matt Aitken) – 4:01
8. Spirit of Love (Rick Nowels, Ellen Shipley, Billy Steinberg) – 4:11
9. Name Game (Shirley Ellis, Lincoln Chase) – 4:50
10. Touch (Shifrin, Marlette) – 4:06
11. Cry Wolf (Jude Johnstone) – 4:49
12. Statue in the Rain (Rick Palombi, Mathew Garey) – 4:17 – CD bonus track